# Aanbidding der Koningen (drieluik, ’s-Hertogenbosch)
| |  |  |
| Twee fragmenten van een Aanbidding der Koningen, eerste helft 16e eeuw, Philadelphia Museum of Art. |  |  |

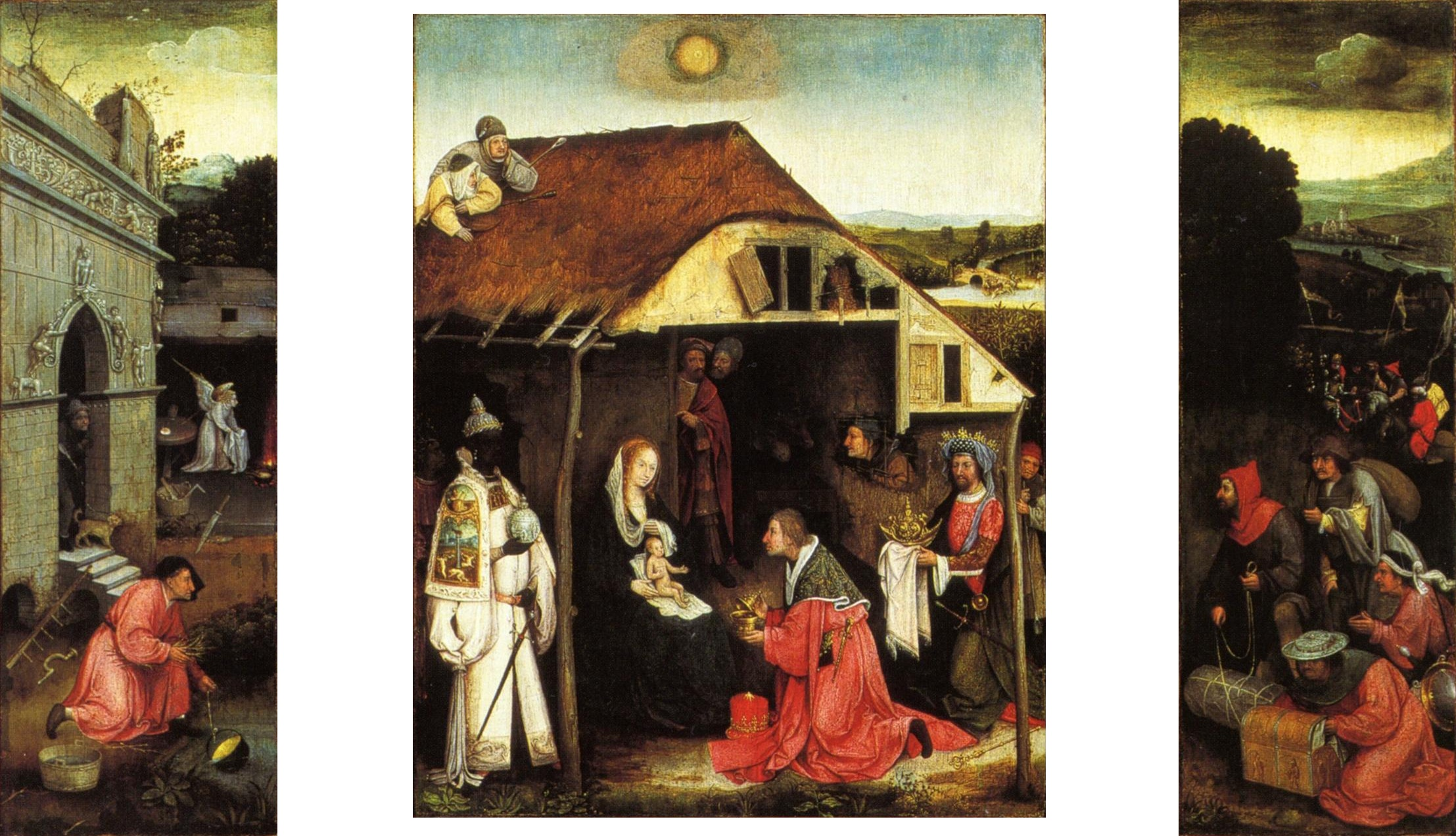
Atelier van Jheronimus Bosch. Aanbidding der Koningen. 1500-1524. Anderlecht, Erasmushuis.

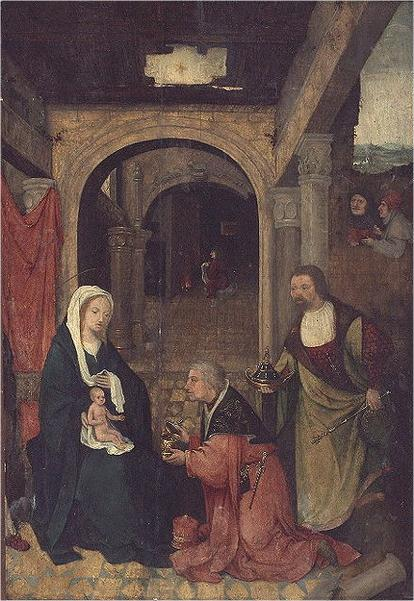
Aanbidding der Koningen. 1551-1600 (?). Keulen, Wallraf-Richartz-Museum.

De Aanbidding der Koningen, ook De aanbidding van de Wijzen genoemd, is een drieluik van een navolger van de Zuid-Nederlandse schilder Jheronimus Bosch in het Noordbrabants Museum in 's-Hertogenbosch.

## Voorstelling
Het stelt het Driekoningen-verhaal voor, zoals dit voorkomt in de Bijbel. Op het middenpaneel staan de drie koningen rondom Maria met het kind Jezus voor een vervallen bouwwerk met quasi klassieke elementen. De zwarte koning draagt op de mouw van zijn witte mantel een voorstelling van de aanbidding van het gouden kalf. Hiermee verwijst de schilder naar afgoderij, waar Jezus een eind aan zal maken. In de achtergrond zit Jozef bij een vuurtje. Linksboven kijken twee personen nieuwsgierig over een muurtje van het vervallen bouwwerk.
Het middenpaneel is door middel van een arcade verbonden met het linkerpaneel. Onder deze arcade zijn de os en de ezel afgebeeld. Op het linkerpaneel bevinden zich verder nog een aantal belangstellenden. Afgaande op de hoed met de lepel, die de voorste man in zijn hand houdt, zou het hier gaan om zwervers. Op het rechterpaneel is het gevolg van de koningen afgebeeld.

## Toeschrijving
Het werk maakt deel uit van een groep Aanbiddingen uit de school van de Bossche schilder Jheronimus Bosch, die allen teruggaan op het Driekoningen-drieluik, dat zich tegenwoordig in het Prado in Madrid bevindt. Het werk sluit het meest aan bij de Aanbidding der Koningen in het Erasmushuis in Anderlecht. Volgens Bosch-kenner Bernard Vermet is het drieluik in Anderlecht vrijwel zeker een product uit het atelier van Bosch.

## Herkomst
De Bossche Aanbidding der koningen is afkomstig uit de verzameling van markies Casa Torres in Madrid. Later bevond het zich in een Spaanse  privéverzameling. Het werd in 1966 verworven door W.A. Moonen (1919-1996) uit Vught. De St-Janskathedraal verwierf dit werk in 1996 via Legaat. Later kwam het in bezit van het Noord-Brabants Museum in 's-Hertogenbosch.

## Versies
In het Philadelphia Museum of Art bevinden zich twee fragmenten van de zijluiken van een vergelijkbare Aanbidding. Deze fragmenten werden vroeger aan Bosch toegeschreven en men ging ervan uit dat het drieluik in 's-Hertogenbosch aan dit drieluik ontleend moet zijn geweest. Het middenpaneel past echter niet in het oeuvre van Bosch. Het motief van de drie koningen voor een renaissancistische rondboogruïne komt in de Zuidelijke Nederlanden pas in het eerste kwart voor. Men gaat er nu dan ook van uit dat ook de fragmenten in Philadelphia van een navolger zijn.
Van het middenpaneel bestaat verder nog een kopie, die in 1939 voor het laatst werd gesignaleerd op de tentoonstelling 'The Worcester-Philadelphia exhibition of Flemish Painting' in het Worcester Museum of Art in Worcester, Massachusetts. Op deze tentoonstelling werd deze kopie samen met twee fragmenten uit het Philadelphia Museum of Art gereconstrueerd tot één drieluik. Bosch-kenner Gerd Unverfehrt wijst deze reconstructie echter af. Van het middenpaneel bestaan verder nog twee kopieën. Eén daarvan bevindt zich in het Wallraf-Richartz-Museum in Keulen, terwijl de andere door de Duitse kunsthistoricus Max Friedländer werd gesignaleerd. Waar en wanneer is echter niet meer te achterhalen.